# ラボ契約
ラボ契約 とは、システムエンジニアが行うシステム開発等に関する、委託契約の一種（委任・準委任契約等）で、システムエンジニアの能力を契約の対象とするものである。

## 概要
ラボ契約は、システム開発等に関する委託契約の一種であるシステムエンジニアリングサービス契約と同様に労働法規などでは業務請負の一種とみなされる。このため、労務管理や指揮命令系統などが発注元企業から独立している必要がある点が、発注元企業による指揮命令の下で業務を行う派遣契約との大きな違いである。賃金は技術者の労働力に対して支払われ、システムの完成は支払い要件には含まれない。
民法での典型契約が委任であっても、下請法における取引が「情報成果物作成委託」や「役務提供委託」であっても、労働者派遣法や職業安定法の区分基準では「業務請負」であり、違法派遣や偽装請負に該当しないように注意が必要である。
オフショア開発でよく利用される契約形態であるため、ラボ契約での技術者の常駐場所は必ずしも委任者に指定されるとは限らない。

## 下請代金支払遅延等防止法の適用
下請代金支払遅延等防止法（通称、下請法）は、取引当事者となる事業者間の資本金の額に一定の開きがある場合で、取引が「情報成果物作成委託」、「役務提供委託」に該当する場合に適用される。ラボ契約においても「情報成果物作成委託」や「役務提供委託」に該当すれば下請法が適用されることになる。